# Pusztai ölyv
A pusztai ölyv  (Buteo rufinus) a madarak osztályának vágómadár-alakúak (Accipitriformes) rendjébe, ezen belül a vágómadárfélék (Accipitridae) családjába tartozó faj.

## Rendszerezése
A fajt Carl von Linné svéd természettudós írta le 1758-ban, a Falco nembe Falco rufinus néven.

## Alfajai
- Buteo rufinus rufinus – Európában a Balkán-félszigeten, Romániában, Bulgáriában és Törökországban és Ázsia középső részén költ.
- Buteo rufinus cirtensis – Észak-Afrika; kisebb és világosabb alfaj, nagyon hasonlít az egerészölyvre (Buteo buteo)

## Előfordulása
Európában a Balkán-félszigeten, Romániában, Bulgáriában és Törökországban található, de Észak-Afrikában és Ázsia középső részén is költ. Természetes élőhelyei a száraz puszták, félsivatagok, valamint nyílt hegyi területek. Egyes helyeken állandó, de van, ahonnan délebbre vonul.

### Kárpát-medencei előfordulása
Magyarországon főként a Hortobágyon szórványosan fészkel belőle pár példány. A 2012. januárban végrehajtott madárszámlálás során 13 pusztai ölyvet figyeltek meg Magyarországon. 2018-ban a madárszámlálás adatai alapján 5 itthon telelő pusztai ölyvet figyeltek meg a madarakat számlálók.

## Megjelenése
Testhossza 50–65 centiméter, szárnyfesztávolsága pedig 125–148 cm-es, testtömege 590–1760 gramm. A tojó nagyobb és testesebb a hímnél. Csüdje tollas, a lába hosszabb, mint a többi ölyvé.
|  |  |

## Életmódja
Nagyobb részt rágcsálókkal táplálkozik, de megeszi a gyíkokat, kígyókat és rovarokat is.

## Szaporodása
Síkságon általában a földön fészkel, de előfordul, hogy fészkét bokorra vagy fára rakja. A hegyvidéken sziklapárkányokon költ. A fészek ágakból és gallyakból készül, melyet fűvel, mohával és szőrszálakkal bélel ki. A fészekalj 2–3 tojásból áll, melyen 28 napig kotlik.
|  |

## Természetvédelmi helyzete
Az elterjedési területe rendkívül nagy, egyedszáma pedig stabil. A Természetvédelmi Világszövetség Vörös listáján nem veszélyeztetett fajként szerepel. Magyarországon védett, természetvédelmi értéke 100 000 forint.